# Audiència (districte de València)
L'Audiència fou un antic districte de la ciutat de València existent entre aproximadament la fi del segle XIX i l'any 1939. El districte ocupava els actuals barris d'El Carme, La Seu i La Xerea, tots ells localitzats al districte de Ciutat Vella.
El districte rep el nom d'Audiència per ser on es trobava llavors i fins 1922 l'Audiència de València, al Palau de la Generalitat, a la plaça de Manises.

## Geografia

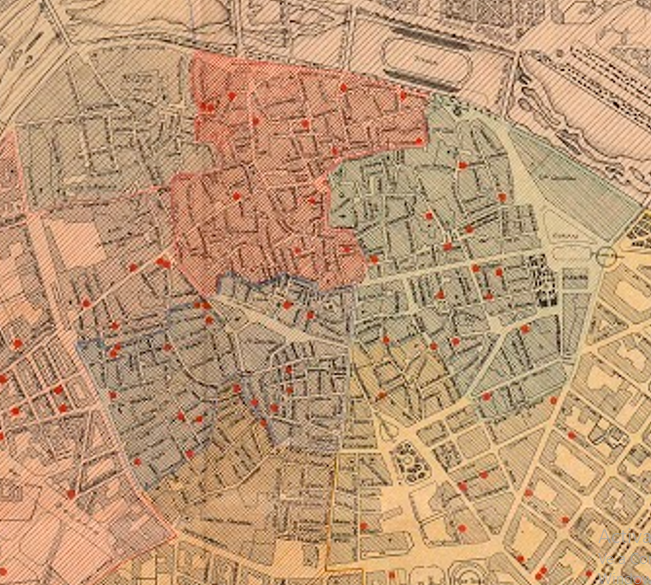
En roig, el districte de l'Audiència

Geogràficament, el districte de l'Audiència es trobava al bell mig de la ciutat de València, aleshores simple capital de la província de València. L'Audiència ocupava la part central i centre-nord de l'antiga ciutat intramurs o l'actual districte de Ciutat Vella, aleshores dividit en fins a 7 districtes. En concret, ocupava part o la totalitat dels actuals barris d'El Mercat, la Seu i el Carme.
El districte de l'Audiència limitava amb els districtes de la Vega al nord pel carrer de la Blanqueria i el riu Túria; amb el d'Universitat a l'est; amb el del Centre al sud; i amb els de Misericòrdia i Museu a l'oest.

### Nomenclàtor
A continuació es presenta un nomenclàtor del districte de l'any 1931. Cal assenyalar que s'hi esmenten carrers actualment desapareguts (representats amb el símbol †), amb altres noms, i amb noms castellanitzats i/o amb grafies corruptes.
- C/. Abadia de Sant Nicolau
- C/. Almodí
- C/. Álvarez
- C/. Àngel
- C/. Ausiàs March
- C/. Batllia
- C/. Bany dels Pavesos
- C/. Betlem
- C/. Blanqueria
- C/. Boix
- C/. Borriol
- C/. Brodadors
- C/. Burguerins
- C/. Cavallers
- C/. Cadirers
- C/. Calatrava
- C/. Calderers
- C/. Campaners
- C/. Catalans
- C/. Cavanilles
- C/. Cobertís dels Brodadors
- C/. Cobertís de Sant Tomàs
- C/. Concòrdia
- C/. Comte d'Almodòvar
- C/. Comte de Carlet
- C/. Comte d'Olocau
- C/. Comte de Trénor
- C/. Cors
- C/. Corretgeria
- C/. Covarrubias
- C/. Creu
- C/. Cruïlles
- C/. Cuines
- C/. En Bou
- C/. En Pina
- C/. En Roca
- C/. Entença
- C/. Ermita de Sant Jaume
- C/. Escola de Santa Caterina
- C/. Escola del Temple
- C/. Estret de l'Almodí
- C/. Estret de la Companyia
- C/. Ferros de la ciutat
- C/. Forn dels Apòstols
- C/. Frígola
- C/. Garcilaso
- C/. Gil Polo
- C/. Historiador Chabàs
- C/. Ibanyes
- C/. Joan de Joanes
- C/. Juristes
- C/. Landerer
- C/. Llibertat
- C/. Llopis
- C/. Lluís Vives
- C/. Mare Vella
- C/. Mestre Chapí

## Demografia
| Població | 13.275 | 18.355 | 17.564 | 18.446 |

## Representació electoral
La següent taula presenta un resum dels regidors elegits al districte durant les eleccions municipals al tems que va existir el districte.
| Candidatura           | Candidatura | 1901 | 1903 | 1905 | 1909 I | 1909 II | 1911 | 1913 | 1915 | 1917 | 1920 | 1922 | 1931 |
|                       | FR/PURA     | 1    | n/a  | n/a  | n/a    | n/a     | n/a  | n/a  | -    | -    | -    | 1    | 1    |
|                       | PL          | -    | n/a  | n/a  | n/a    | n/a     | n/a  | n/a  | n/a  | n/a  | n/a  | -    | -    |
|                       | PC          | 0    | n/a  | n/a  | n/a    | n/a     | n/a  | n/a  | n/a  | n/a  | n/a  | 0    | -    |
|                       | CT          | 1    | n/a  | n/a  | n/a    | n/a     | n/a  | n/a  | n/a  | n/a  | n/a  | 1    | -    |
|                       | DLR         | -    | -    | -    | -      | -       | -    | -    | -    | -    | -    | -    | 1    |
|                       | Ind.        | 0    | n/a  | n/a  | n/a    | n/a     | n/a  | n/a  | n/a  | n/a  | n/a  | -    | 2    |
| Regidors              | Regidors    | 2    | n/a  | n/a  | n/a    | n/a     | n/a  | n/a  | n/a  | n/a  | n/a  | 2    | 4    |
| Fonts: Las Provincias |             |      |      |      |        |         |      |      |      |      |      |      |      |